# Чемпионат Европы по лёгкой атлетике в помещении 1982 — бег на 3000 метров (мужчины)
Соревнования по бегу на 3000 метров у мужчин на чемпионате Европы по лёгкой атлетике в помещении в Милане прошли 7 марта 1982 года во Дворце спорта «Сан-Сиро».
Действующим зимним чемпионом Европы в беге на 3000 метров являлся Александр Гонсалес из Франции.

## Рекорды
До начала соревнований действующими были следующие рекорды в помещении.
| Высшее мировое достижение        | Эмиль Путтеманс (Бельгия)  | 7.39,2  | Западный Берлин   | 18 февраля 1973 |
| Рекорд Европы                    | Эмиль Путтеманс (Бельгия)  | 7.39,2  | Западный Берлин   | 18 февраля 1973 |
| Рекорд чемпионатов Европы        | Маркус Риффель (Швейцария) | 7.44,43 | Вена, Австрия     | 25 февраля 1979 |
| Лучший результат сезона в мире   | Вернер Шильдхауэр (ГДР)    | 7.51,36 | Будапешт, Венгрия | 20 февраля 1982 |
| Лучший результат сезона в Европе | Вернер Шильдхауэр (ГДР)    | 7.51,36 | Будапешт, Венгрия | 20 февраля 1982 |

## Расписание
| Дата         | Раунд соревнований |
| ------------ | ------------------ |
| 7 марта 1982 | Финал              |

Время местное (UTC+2)

## Медалисты
| Золото          | Серебро              | Бронза               |
| Патриц Ильг ФРГ | Альберто Кова Италия | Валерий Абрамов СССР |

## Результаты
Обозначения: WB — Высшее мировое достижение | ER — Рекорд Европы | CR — Рекорд чемпионатов Европы | NR — Национальный рекорд | WL — Лучший результат сезона в мире | EL — Лучший результат сезона в Европе | PB — Личный рекорд | SB — Лучший результат в сезоне | DNS — Не стартовал | DNF — Не финишировал | DQ — Дисквалифицирован

Финальный забег на 3000 метров был проведён 7 марта 1982 года. На старт вышли 12 участников из 9 стран. Чемпионом с личным рекордом 7.53,50 стал Патриц Ильг, специалист в беге на 3000 метров с препятствиями.
| Место | Атлет               | Гражданство    | Результат | Примечания |
| ----- | ------------------- | -------------- | --------- | ---------- |
| 1     | Патриц Ильг         | ФРГ            | 7:53.50   | PB         |
| 2     | Альберто Кова       | Италия         | 7:54.12   |            |
| 3     | Валерий Абрамов     | СССР           | 7:54.46   |            |
| 4     | Роберт Немет        | Австрия        | 7:57.72   |            |
| 5     | Франсиско Санчес    | Испания        | 7:57.82   | PB         |
| 6     | Брюно Лафранши      | Швейцария      | 8:00.16   | PB         |
| 7     | Ханс-Юрген Ортман   | ФРГ            | 8:00.53   |            |
| 8     | Петер Даненс        | Бельгия        | 8:01.21   | PB         |
| 9     | Кен Ньютон          | Великобритания | 8:03.40   |            |
| 10    | Витторио Фонтанелла | Италия         | 8:04.23   |            |
| 11    | Александр Федоткин  | СССР           | 8:09.89   |            |
| 12    | Клас Лок            | Нидерланды     | 8:14.30   |            |